# Joseph Lhota
Joseph J. Lhota, meglio noto come Joe Lhota (Bronx, 7 ottobre 1954), è un politico statunitense, in passato vice sindaco di New York e presidente e amministratore delegato della Metropolitan Transportation Authority di New York.
È stato il candidato repubblicano alla carica di sindaco di New York alle elezioni del novembre 2013.
Ha ricoperto vari incarichi sotto l'amministrazione Giuliani, fra cui quello di vice sindaco. Dal 9 gennaio al 31 dicembre 2012 è stato presidente e amministratore delegato della Metropolitan Transportation Authority di New York, nominato dal governatore di New York Andrew Cuomo e confermato all'unanimità dal Senato dello Stato di New York.
Prima di entrare nella MTA, Lhota era un dirigente della società Madison Square Garden, Inc., ed è stato Assessore per le operazioni di New York sotto Rudolph Giuliani. Lhota è stato anche direttore del bilancio e commissario della finanza della città di New York, ed era un membro del consiglio della MTA.
Lhota si è laureato alla Georgetown University e alla Harvard Business School ed è un fiduciario dell'Università della Città di New York.